# Ефијалт (митологија)
Ефијалт (грч. Ἐφιάλτης) је у грчкој митологији било име више личности.

## Етимологија
Према неким изворима, име Ефијалт има значење „онај који скаче на“, док други извори ово име преводе као „ноћна мора“.

## Митологија
- Према Хомеровој „Одисеји“, Вергилијевој „Енејиди“, али и многим другим ауторима, био је један од Алоада.[3]
- Према Аполодору и Хесиодовој теогонији, био је гигант, Гејин син, који је ратовао против богова. У тој борби, Аполон га је погодио у лево, а Херакле у десно око.[3] Међутим, пре него што су га убили, показао се као достојан противник; успео је да победи самог бога рата, Ареја. Према неким изворима, он је предводио гиганте.[1] Неки извори указују да је ово иста личност као и претходни гигант.[2]
- Хигин га је сврставао у Египтиде. Био је ожењен Данаидом Арсалтом.[4]

## Уметност
Борба између Аполона и Ефијалта је представљена на атичком црвенофигуралном килику из 410-400. п. н. е., који се приписује Аристофану, а чува у музеју у Берлину.